# 扫帚沙参
扫帚沙参（学名：Adenophora stenophylla）是桔梗科沙参属的植物，其种加词“Stenophylla”意为“窄叶的”。中国特有植物。分布在中国大陆的吉林、黑龙江等地，生长于海拔700米的地区，见于干草地，目前尚未由人工引种栽培。

## 别名
细叶沙参（东北植物检索表） 蒙古沙参（东北植物检索表）

## 异名
- Adenophora mongolica A.I.Baranov
- Adenophora stenophylla var. denudata Kitag.